# Анайя, Игнасио
Игнасио Анайя Гарсия (исп. Ignacio Anaya García; Мануэль Бенавидес, Чиуауа, Мексика, 15 августа 1895 – Пьедрас-Неграс, Коауила, Мексика, 9 ноября 1975) — мексиканский шеф-повар и ресторатор, который изобрёл популярные закуски начос, названные по его прозвищу «Начо», уменьшительного от имени Игнасио.

## Жизнь и карьера
Родился 15 августа 1895 года  в Сан-Карлос, Мануэль Бенавидес, Чиуауа, Мексика. Работал поваром в ресторане «Виктори Клаб» в Пьедрас-Неграс, штат Коауила, Мексика, а позже владел в том же городе собственным рестораном. В 1940 году десять жён американских солдат, расквартированных в Форт Дункан неподалёку от Игл-Пасс, городка, который находился в Техасе, на самой границе с Мексикой приехали в Пьедрас-Неграс за покупками.   Когда постоянная клиентка ресторана Мэми Финан попросила у Игнасио Анайя подать что-нибудь особенное для неё и трёх других женщин, повар нашел на кухне обжаренные кусочки кукурузных лепёшек, нарезал их в форме треугольников, добавил лонгхорнского чеддера, быстро нагрел и приправил перцем халапеньо. Посетительницам закуска понравилась. На вопрос о названии Анайя придумал название «начос». Это было его детское прозвище, уменьшительное от полного имени Игнасио. Блюдо, сымпровизированное Игнасио Анайей, стало настолько популярным, что владелец ресторана Роберто де лос Сантос включил его в меню под названием «Nacho's Special». Когда в 1961 году ресторан «Виктори Клаб» закрылся, Анайя открыл собственный ресторан «Nacho's».
Анайя женился на Марии Антуанетте Салинас, от которой у него было 9 детей. 

## Смерть и наследие
Анайя умер 9 ноября 1975 года, оставив сына Игнасио Анайя-младшего, который занялся банковским делом и еще пятерых оставшихся в живых детей.  Посмертно он был удостоен бронзовой доски в Пьедрас-Неграс. В честь изобретения Анайи в городе Пьедрас-Неграс ежегодно 21 октября, в Международный день начо, проводится трёхдневный фестиваль Начо.
Журнал Smithsonian Magazine назвал начо фаворитом на спортивных стадионах в 1976 году после изобретения Фрэнком Либерто плавленого сырного соуса. Говард Коселл добавил к популярности начо во время игры НФЛ 4 сентября 1978 года, добавив слово «начо» в свой комментарий.  Хотя первоначальный начо содержал только три ингредиента, теперь начо можно найти с большим разнообразием начинок, что отражает непреходящую популярность блюда, придуманного Анайей.
15 августа 2019 года Google удостоил Анайю дудла в честь его 124-летия.